# She’s a Woman
«She’s a Woman» (с англ. — «Она женщина») — песня группы The Beatles, записанная и выпущенная The Beatles в конце 1964 года на стороне «Б» сингла «I Feel Fine»; сингл был последним изданием записей The Beatles в 1964 году. Песня написана Полом Маккартни (авторство указано как «Джон Леннон и Пол Маккартни»). Песня достигла 4-го места в чарте Billboard Hot 100 из-за частого попадания в ротации музыкальных радиостанций.

## Сочинение песни
Песня была попыткой Пола Маккартни сымитировать вокальный стиль Литл Ричарда. Это является причиной того, почему песня поётся в таком высоком регистре — даже для тенорового вокального диапазона Маккартни. В некоторых дублях записи песни (особенно в записях концертных выступлений) добавлена более продолжительная концовка. Джон Леннон отмечал: «Нас так возбуждало говорить „turn me on“ (рус. преобрази меня) — ну знаете, о марихуане и всяком таком… что у нас это просто стало выражением в разговорах».
Структура песни довольно проста, с мелодией, ведомой в основном голосом Маккартни. Его бас-гитара и фортепиано играют аккомпанемент с ударением на «ударные» 1-ю и 3-ю доли такта, а ритм-гитара Леннона играет аккорды на «безударные» 2-ю и 4-ю доли такта. Джордж Харрисон играет светлое гитарное соло во время средней восьмитактовой секции.

## Опубликование песни (релизы)
Сингл «I Feel Fine / She’s a Woman» был выпущен в США лейблом Capitol Records 23 ноября 1964, в Великобритании лейблом Parlophone 27 ноября 1964.
В LP-альбоме песня впервые вышла в США, в альбоме, выпущенном Capitol, Beatles '65, где она включена как «дуофонический» микс с добавлением реверберации; микс был сделан звукоинженером Capitol Дэйвом Декстером мл. (Dave Dexter, Jr.). «Истинно стереофоническая» версия песни была выпущена в 1988 на CD Past Masters, Volume One. Есть ещё одна стерео-версия, звучащая так же, но с начальным отсчётом темпа, который проговаривает Маккартни — она присутствует в бокс-сете, выпущенном на CD, содержащем EP-альбомы группы. Звучание песни, проигрываемой на магнитофоне, можно услышать в сцене в пещере в фильме Help!. В Великобритании песня на LP-диске в первый раз была издана в 1978 в альбоме-сборнике Rarities в моно-звучании в составе бокс-сета The Beatles Collection, а затем этот сборник был издан отдельно.
The Beatles начали включать песню в свои концертные выступления в 1965. Звучание песни выделяется характерным ударным звуком (можно описать как «чанк!») от гитары Леннона Rickenbacker 325. Две из версий концертного исполнения песни вошли в концертные альбомы группы Live At the Hollywood Bowl и Live at the BBC, ещё одна (с первого из двух выступлений группы в зале «Ниппон Будокан» в Токио в 1966) вошла на сборник Anthology 2.

## Список участников записи
- Пол Маккартни — вокал, бас-гитара, фортепиано
- Джон Леннон — ритм-гитара
- Джордж Харрисон — соло-гитара
- Ринго Старр — барабаны, чокальо (разновидность шейкера)
- Джордж Мартин — продюсер
- Норман Смит — звукоинженер

список дается по Ian MacDonald
Макдональд не уверен, Маккартни или Харрисон играют гитарное соло на записи. Он пишет, что «судя по звучанию и стилю игры», это возможно Маккартни.

## Кавер-версии
Инструментальная кавер-версия песни в стиле джаз-фьюжн включена в альбом Джеффа Бека 1975 года Blow by Blow; версия часто была в эфире американских «album-oriented rock» радиостанций. Также кавер-версии в стиле en:latin jazz были записаны Joe DeRenzo в его альбоме Core Beliefs и ESC на их сборнике с битловскими каверами Step Inside LOVE. Версия в стиле поп-рэгги была записана Scritti Politti совместно с Shabba Ranks. Кавер-версию песни записал José Feliciano, а также (в инструментальном варианте в альбоме 1966 года Picks on the Beatles) Чет Аткинс. Из других артистов, записывавших кавер-версии песни, можно отметить, например, The Churchills, дуэт Jess & James, а также певца Chikezie, исполнившего свою кавер-версию в 7 сезоне (2008) телевизионного песенного конкурса «American Idol».
Маккартни исполнил песню на «официальном бутлеге» 1991 года Unplugged.